# Ceratophyus
Ceratophyus is een geslacht van kevers uit de familie mesttorren (Geotrupidae).

## Soorten
- Ceratophyus dauricus Jekel, 1866
- Ceratophyus gopherinus Cartwright, 1966
- Ceratophyus hoffmannseggi (Fairmaire, 1856)
- Ceratophyus martinezi Lauffer, 1909
- Ceratophyus mesasiaticus Medvedev & Nikolajev, 1974
- Ceratophyus polyceros (Pallas, 1771)
- Ceratophyus rossii Jekel, 1866
- Ceratophyus sinicus Zunino, 1973
- Ceratophyus sulcicornis (Fairmaire, 1887)